# Tornei di tennis maschili nel 1883
Prima della nascita della cosiddetta "Era Open" del tennis, ossia l'apertura ai tennisti professionisti degli eventi più importanti, tutti i tornei erano riservati ad atleti dilettanti. Nel 1883 tutti i tornei erano amatoriali, tra questi c'erano i tornei del Grande Slam: il Torneo di Wimbledon, e gli U.S. National Championships.
Nel 1883 venne disputata la 7ª edizione del Torneo di Wimbledon questo vide la terza vittoria di William Renshaw vincitore nel challenge round sul fratello Ernest Renshaw per 0–6, 6–3, 6–0, 6–2; quest'ultimo si era imposto nella finale del torneo preliminare sul britannico Donald Charles Stewart per 0–6, 6–3, 6–0, 6–2. William Renshaw nel corso della sua carriera avrebbe vinto in totale 7 edizioni del Torneo di Wimbledon stabilendo un record che detiene insieme a Pete Sampras e Roger Federer.

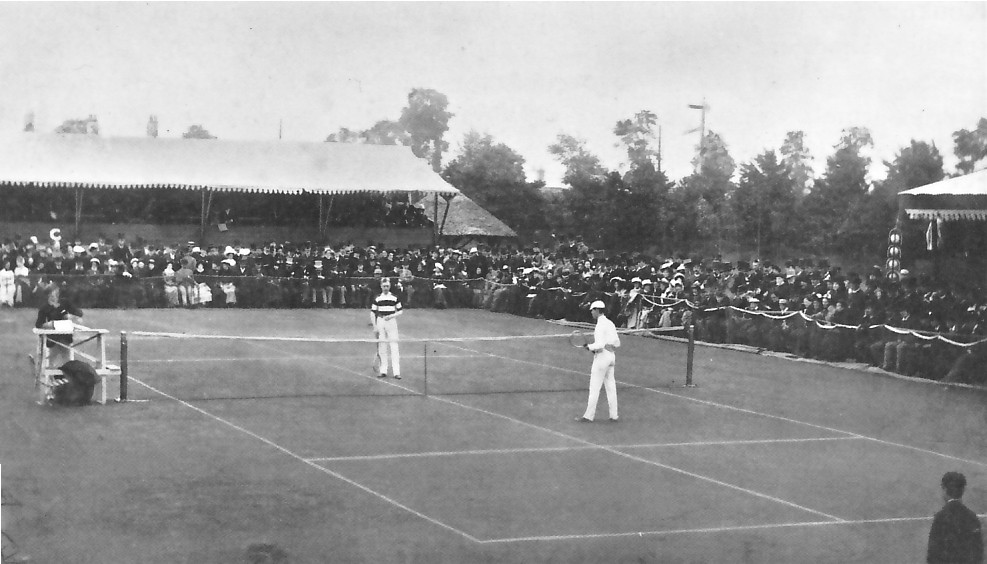
Immagine del challenge round del Torneo di Wimbledon tra William Renshaw e il fratello Ernest Renshaw

Nel 1883 venne disputato anche la quinta edizione dell'Irish Championships dove s'impose il britannico Ernest Renshaw che sconfisse in finale Herbert Lawford per 6-1 6-4 6-3. Nello U.S. National Championships, (oggi conosciuto come US Open) tenutosi sui campi in erba del Newport Casino di Newport negli Stati Uniti nel singolare maschile s'impose ancora lo statunitense Richard Sears, che sconfisse nel challenge round il connazionale James Dwight in 3 set col punteggio di 6-2 6-0 9-7. Oltre al torneo di singolare maschile, a differenza di Wimbledon, si disputò anche il torneo di doppio dove si sono imposti lo stesso Sears e James Dwight che in finale hanno battuto Alexander van Rensselaer e Arthur Newbold 6-0, 6-2, 6-2.

## Calendario

### Gennaio
Nessun evento

### Febbraio
Nessun evento

### Marzo
Nessun evento

### Aprile
Nessun evento

### Maggio
| Settimana | Torneo                                                       | Vincitore                          | Finalista       | Semifinalisti | Eliminati ai quarti |
| --------- | ------------------------------------------------------------ | ---------------------------------- | --------------- | ------------- | ------------------- |
| 21 maggio | Irish Championships 1883 Dublino, Irlanda Singolare - Doppio | Ernest Renshaw 3-6 6-3 7-5 1-6 6-3 | Herbert Lawford |               |                     |
| 21 maggio | Irish Championships 1883 Dublino, Irlanda Singolare - Doppio |                                    |                 |               |                     |

### Giugno
| Settimana | Torneo                                                                                               | Vincitore                                   | Finalista                 | Semifinalisti | Eliminati ai quarti |
| --------- | --- | ------------------------------------------- | ------------------------- | ------------- | ------------------- |
| Giugno    | Northern Championships 1883 Manchester, Gran Bretagna Singolare - Doppio                             | Herbert Wilberforce 6-1 3-6 6-1 6-0         | Champion Branfill Russell |               |                     |
| Giugno    | Northern Championships 1883 Manchester, Gran Bretagna Singolare - Doppio                             |                                             |                           |               |                     |
| Giugno    | Prince's Club Championships 1883 Londra, Gran Bretagna Singolare - Doppio                            | Herbert Lawford 6-2 6-0 6-1                 | William Taylor            |               |                     |
| Giugno    | Prince's Club Championships 1883 Londra, Gran Bretagna Singolare - Doppio                            |                                             |                           |               |                     |
| Giugno    | Torneo di Cheltenham 1883 Cheltenham, Gran Bretagna Singolare - Doppio                               | Donald Charles Stewart 6-0 6-1 6-0          | William John Bush-Salmon  |               |                     |
| Giugno    | Torneo di Cheltenham 1883 Cheltenham, Gran Bretagna Singolare - Doppio                               |                                             |                           |               |                     |
| Giugno    | West of England Championships 1883 Bath, Gran Bretagna Singolare - Doppio                            | Ernest de Sylly Hamilton Browne 6-3 6-2 6-3 | Wilfred Milne             |               |                     |
| Giugno    | West of England Championships 1883 Bath, Gran Bretagna Singolare - Doppio                            |                                             |                           |               |                     |
| 6 giugno  | National Collegiate Championships Spring Championships 1883 Hartford, Stati Uniti Singolare - Doppio | Joseph Clark 6-1 6-1                        | George Sargent            |               |                     |
| 6 giugno  | National Collegiate Championships Spring Championships 1883 Hartford, Stati Uniti Singolare - Doppio |                                             |                           |               |                     |

### Luglio
| Settimana | Torneo                                                                                  | Vincitore                           | Finalista            | Semifinalisti | Eliminati ai quarti |
| --------- | --------------------------------------------------------------------------------------- | ----------------------------------- | -------------------- | ------------- | ------------------- |
| 16 luglio | Torneo di Wimbledon 1883 Londra, Gran Bretagna Singolare                                | William Renshaw 2-6 6-3 6-3 4-6 6-3 | Ernest Renshaw       |               |                     |
| 21 luglio | Scottish Championships 1883 Edimburgo, Gran Bretagna Singolare - Doppio                 | John Galbraith Horn 6-4 6-5 1-6 6-2 | Arthur Walton Fuller |               |                     |
| 21 luglio | Scottish Championships 1883 Edimburgo, Gran Bretagna Singolare - Doppio                 |                                     |                      |               |                     |
| 26 luglio | Northumberland Championships 1883 Newcastle upon Tyne, Gran Bretagna Singolare - Doppio | Mark Fenwick                        | Minden Fenwick       |               |                     |
| 26 luglio | Northumberland Championships 1883 Newcastle upon Tyne, Gran Bretagna Singolare - Doppio |                                     |                      |               |                     |

### Agosto
| Settimana | Torneo                                                                   | Vincitore                                | Finalista                               | Semifinalisti | Eliminati ai quarti |
| --------- | ------------------------------------------------------------------------ | ---------------------------------------- | --------------------------------------- | ------------- | ------------------- |
| 14 agosto | Torneo di Exmouth 1883 Exmouth, Gran Bretagna Singolare - Doppio         | Charles Walder Grinstead 6-2 6-5 6-4     | Teddy Williams                          |               |                     |
| 14 agosto | Torneo di Exmouth 1883 Exmouth, Gran Bretagna Singolare - Doppio         |                                          |                                         |               |                     |
| 24 agosto | U.S. National Championships 1883 Newport, Stati Uniti Singolare - Doppio | Richard Sears 6-2 6-0 9-7                | James Dwight                            |               |                     |
| 24 agosto | U.S. National Championships 1883 Newport, Stati Uniti Singolare - Doppio | Richard Sears James Dwight 6-0, 6-2, 6-2 | Alexander van Rensselaer Arthur Newbold |               |                     |

### Settembre
| Settimana   | Torneo                                                                           | Vincitore                      | Finalista                | Semifinalisti | Eliminati ai quarti |
| ----------- | -------------------------------------------------------------------------------- | ------------------------------ | ------------------------ | ------------- | ------------------- |
| 3 settembre | South of England Championships 1883 Eastbourne, Gran Bretagna Singolare - Doppio | Teddy Williams 6-1 8-6 4-6 7-5 | Charles Walder Grinstead |               |                     |
| 3 settembre | South of England Championships 1883 Eastbourne, Gran Bretagna Singolare - Doppio |                                |                          |               |                     |

### Ottobre
| Settimana  | Torneo                                                                                             | Vincitore                              | Finalista           | Semifinalisti | Eliminati ai quarti |
| ---------- | -------------------------------------------------------------------------------------------------- | -------------------------------------- | ------------------- | ------------- | ------------------- |
| 11 ottobre | National Collegiate Championships Fall Championships 1883 Hartford, Stati Uniti Singolare - Doppio | Howard Augustus Taylor 2-6 6-2 6-4 6-0 | William V.S. Thorne |               |                     |
| 11 ottobre | National Collegiate Championships Fall Championships 1883 Hartford, Stati Uniti Singolare - Doppio |                                        |                     |               |                     |

### Novembre
| Settimana   | Torneo                                                               | Vincitore                         | Finalista                 | Semifinalisti | Eliminati ai quarti |
| ----------- | -------------------------------------------------------------------- | --------------------------------- | ------------------------- | ------------- | ------------------- |
| 27 novembre | Victorian Championships 1883 Melbourne, Australia Singolare - Doppio | Louis Australia Whyte 6-5 6-4 6-3 | Walter John Carre Riddell |               |                     |
| 27 novembre | Victorian Championships 1883 Melbourne, Australia Singolare - Doppio |                                   |                           |               |                     |

### Dicembre
Nessun evento